# Delgada línea azul

El símbolo de la línea azul.

La «delgada línea azul» (en inglés: thin blue line) es una expresión que se refiere figurativamente a la posición de la policía en la sociedad como la fuerza que se interpone entre los delincuentes y la sociedad.
La expresión surgió como una alusión a la famosa «Delgada Línea Roja», cuando un regimiento de infantería británico retuvo una carga de caballería rusa durante la Guerra de Crimea en 1854, donde el rojo era el color de los uniformes británicos. El azul en la «delgada línea azul» se refiere al color azul de los uniformes de muchos departamentos de policía. Su uso referido específicamente a la policía fue popularizado por el jefe del departamento de policía de Los Ángeles, Bill Parker, durante la década de 1950; también fue popularizado por el autor y agente de policía Joseph Wambaugh en la década de 1970, momento en el que la frase se utilizó en todo Estados Unidos. El término también es utilizado y popularizado por el documental de 1988 de Errol Morris The Thin Blue Line.
La "delgada línea azul" ha sido apropiada por el movimiento "Blue Lives Matter", que comenzó en diciembre de 2014, después de los homicidios de los oficiales de la policía de Nueva York Rafael Ramos y Wenjian Liu en Brooklyn, Nueva York, en el contexto de los homicidios de Eric Garner y Michael Brown Jr. a principios de ese año y en el contexto del gran movimiento Black Lives Matter. La "delgada línea azul" también se ha asociado a los nacionalistas blancos en Estados Unidos, especialmente tras la manifestación de Unite the Right en 2017.

## Historia

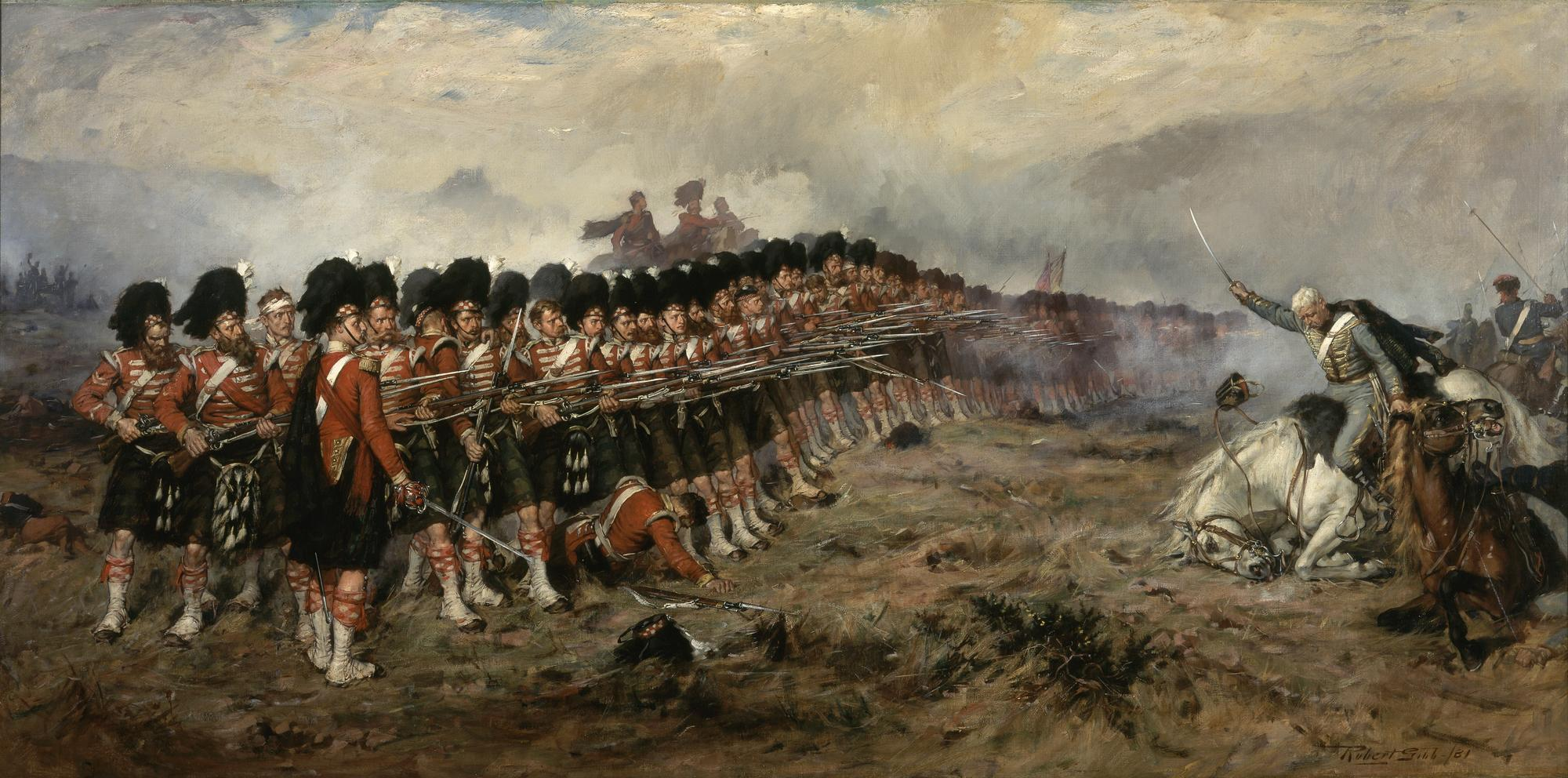
Cuadro La delgada línea roja.

El término se deriva de la Línea Roja Fina, una formación del 93.º Regimiento de Infantería de las Tierras Altas del Ejército Británico en la Batalla de Balaclava en 1854, en la que los highlanders se mantuvieron firmes contra una carga de caballería rusa. Esta acción fue ampliamente publicitada por la prensa y se convirtió en una de las más célebres de la Guerra de Crimea. 
El primer uso conocido de la expresión en inglés es de un poema de 1911 de Nels Dickmann Anderson, titulado The Thin Blue Line. En el poema, la expresión se refiere al Ejército de los Estados Unidos, cuyos soldados vestían uniformes azules entre los siglos XVIII y XIX.
Se desconoce cuándo se empleó la expresión por primera vez para referirse a la policía. En la década de 1950, el jefe de policía de Los Ángeles, Bill Parker, la utilizó en el programa de televisión The Thin Blue Line, producido por el departamento. Parker empleó la expresión «delgada línea azul» para reforzar aún más el papel de la policía de Los Ángeles. Como explicó Parker, la delgada línea azul, que representaba el LAPD, era la barrera entre la ley y el orden y la anarquía social y civil.
El OED registra su uso en 1962 por el Sunday Times en referencia a la presencia policial en una manifestación antinuclear. La expresión también está documentada en un panfleto de 1965 por el gobierno de Massachusetts, en referencia a su fuerza policial estatal, e incluso en informes policiales anteriores del Departamento de Policía de Nueva York. A principios de la década de 1970, el término se había extendido a los departamentos de policía a lo largo y ancho del territorio estadounidense.
El uso del término se generalizó especialmente tras el lanzamiento del documental de Errol Morris de 1988 The Thin Blue Line, sobre el asesinato de Robert W Wood, un oficial de policía de Dallas. El juez Don Metcalfe, que presidió el juicio de Randall Adams, afirma en la película que «el argumento final de[l fiscal] Doug Mulder fue uno que nunca había escuchado antes: sobre la 'delgada línea azul' de la policía que separa al público de la anarquía». El juez admitió estar profundamente conmovido por las palabras del fiscal, aunque el juicio acabó en condena injusta con sentencia de muerte.

## Símbolos y variaciones
El emblema del cráneo del Punisher (Castigador) se ha popularizado en el seno del movimiento Blue Lives Matter, y muchas empresas producen pegatinas y camisetas con dicho emblema junto a la delgada línea azul. El creador del Punisher, Gerry Conway, criticó este uso y dijo que la policía que usa el símbolo «está adoptando la mentalidad de un forajido» y que este uso «es tan ofensivo como poner una bandera confederada en un edificio del gobierno».
|           |
| Australia |

|        |
| Canadá |

|                 |
| República Checa |

|      |
| Cuba |

|           |
| Finlandia |

|           |
| Hong Kong |

|        |
| Suecia |

|         |
| Ucrania |

|             |
| Reino Unido |

|                                    |
| Estados Unidos (Blue Lives Matter) |

## Controversia
Para los críticos, el simbolismo de la «delgada línea azul» representa una mentalidad de «nosotros contra ellos» que aumenta las tensiones entre policías y ciudadanos e influye negativamente en las relaciones entre la policía y la comunidad, al separar a la policía de la sociedad en general.

### Reino Unido
- En 2015, los agentes de policía de Sussex (Inglaterra) recibieron órdenes de sus superiores de retirar de sus uniformes una insignia con una línea azul, ya que no era parte de su uniforme oficial. Existía la preocupación de que pudiera interpretarse como una declaración política relacionada con los recortes en las fuerzas policiales.[20]

### Estados Unidos
- En Chicago, en noviembre de 2016, los contramanifestantes llevaron el símbolo de la bandera de Estados Unidos en blanco y negro para mostrar su apoyo a la policía después del tiroteo policial contra Joshua Beal, y para oponerse a los manifestantes, que sintieron que el tiroteo fue injusto y que sus motivaciones eran raciales.[21]
- En Warwick (Nueva York), algunos ciudadanos protestaron por la pintada de una línea azul a lo largo de una carretera por considerarla una forma de antagonismo frente al movimiento Black Lives Matter. En respuesta, se pintó la línea con los colores rojo, blanco y azul de la bandera de los Estados Unidos.[22]
- En Riviera Beach (Florida), un grupo de policías enarbolaron banderas con la delgada línea azul en sus vehículos personales. Su capitán les ordenó retirar las banderas.[23]
- Durante la manifestación Unite the Right en Charlottesville (Virginia) en 2017, grupos nacionalistas blancos llevaron la bandera de la delgada línea azul como símbolo de apoyo a la policía y de oposición al movimiento Black Lives Matter.[24][25]
- En 2017, el Palacio de Justicia del Condado de Multnomah (Oregón) retiró la bandera después de que ganara notoriedad entre los supremacistas blancos de Charlottesville.[26]
- En julio de 2019, los residentes de York (Maine) colgaron la bandera estadounidense con la línea azul para rendir tributo a un agente de policía local que había sido asesinado a tiros hace décadas. Debido a la preocupación entre los residentes de que la bandera se estaba utilizando como un símbolo de supremacismo blanco, la bandera fue retirada posteriormente.[27]
- En mayo de 2020, se les negó a los agentes del Departamento de Policía de San Francisco el uso de mascarillas de protección con la línea azul en el trabajo contra la pandemia de COVID-19. El jefe de policía, Bill Scott, declaró que esta decisión fue tomada «... en consideración a las preocupaciones que han expresado algunos miembros de la comunidad de que el simbolismo de la 'delgada línea azul' en las mascarillas de algunos de nuestros oficiales puede percibirse como divisivo o irrespetuoso, ...».[28]
- El 31 de mayo de 2020, el Departamento del Sheriff del Condado de Hamilton, en Cincinnati (Ohio), ondeó la bandera de la línea azul en lugar de la bandera estadounidense en respuesta a las protestas por la muerte de George Floyd. El departamento tuiteó que la bandera original había sido robada y que la bandera de la línea azul ondeaba en su lugar para honrar al agente del Departamento de Policía de Cincinnati tiroteado durante los disturbios. La bandera de la línea azul fue retirada esa misma tarde.[29]